# Кардиналы-выборщики на Конклаве 1644 года
| Страна                    | Количество выборщиков |
| ------------------------- | --------------------- |
| Итальянские государства   | 49                    |
| Испания                   | 6                     |
| Франция                   | 5                     |
| Священная Римская империя | 1                     |

Следующие кардиналы-выборщики участвовали в Папском Конклаве 1644 года. Список кардиналов-выборщиков приводятся по географическим регионам и в алфавитном порядке.
Папа Урбан VIII умер 29 июля 1644 года. Кардинал Джамбаттиста Памфили был избран его преемником 15 сентября 1644 года и принял имя Иннокентий X. Пятьдесят пять из шестидесяти одного кардинала вошли на Конклав с момента его начала. Один прибыл четыре дня спустя, двое оставили Конклав по болезни, один умер во время Конклава, и четверо не участвовали вообще в Конклаве. Пятьдесят три кардинала проголосовали в финальном голосовании. Кардинал Хиль Карильо де Альборнос представил испанское вето против избрания кардинала Джулио Чезаре Саккетти на должность верховного понтифика. Кардинал Джулио Мазарини прибыл слишком поздно, чтобы представить французское вето против кардинала Джамбаттиста Памфили, который уже был избран Папой и принял имя Иннокентий X.
В Священной Коллегии кардиналов присутствовали следующие кардиналы-выборщики, назначенные:
- 11 — папой Павлом V;
- 1 — папой Григорием XV;
- 50 — папой Урбаном VIII.

## Римская Курия
1. Антонио Барберини младший, камерленго, префект Священной Конгрегации Пропаганды Веры, апостольский легат в Болонье, Ферраре и Романдьоле, архипресвитер патриаршей Либерийской базилики;
2. Антонио Барберини старший, O.F.M.Cap., великий пенитенциарий, библиотекарь Святой Римской Церкви;
3. Франческо Барберини старший, вице-канцлер Святой Римской Церкви, секретарь Верховной Священной Конгрегации Римской и Вселенской Инквизиции, архипресвитер патриаршей Ватиканской базилики, префект Священной Конгрегации фабрики святого Петра, префект Священной Конгрегации резиденций епископов;
4. Альфонсо де ла Куэва-Бенавидес-и-Мендоса-Каррильо, кардинал-священник с титулярной церковью Санта-Бальбина ;
5. Гвидо Бентивольо, кардинал-епископ Палестрины[2];
6. Алессандро Бики, епископ Карпантры;
7. Джироламо Гримальди-Каваллерони, кардинал-священник с титулярной церковью Сант-Эузебио;
8. Марцио Джинетти, префект Священной Конгрегации по делам епископов и монашествующих, генеральный викарий Рима;
9. Анджело Джори, кардинал-священник с титулярной церковью Санти-Кирико-э-Джулитта;
10. Джованни Стефано Донги, кардинал-дьякон с титулярной диаконией Сан-Джорджо-ин-Велабро;
11. Луиджи Каппони, кардинал-протопресвитер, архиепископ Равенны;
12. Хиль Карильо де Альборнос, камерленго Священной Коллегии кардиналов;
13. Ульдерико Карпенья, кардинал-священник с титулом церкви Сант-Анастазия
14. Джироламо Колонна, архиепископ Болоньи, архипресвитер патриаршей Латеранской базилики;
15. Федерико Корнер младший, кардинал-священник с титулом церкви Сан-Марко;
16. Винченцо Костагути, кардинал-дьякон с титулярной диаконией Санта-Мария-ин-Портико-Октавиа;
17. Пьер Паоло Крешенци, кардинал-епископ Порто и Санта Руфина, вице-декан Коллегии кардиналов, префект Священной Конгрегации обрядов;
18. Марчелло Ланте, кардинал-епископ Остии и Веллетри, декан Коллегии кардиналов;
19. Хуан де Луго-и-де Кирога, S.J., кардинал-священник с титулом церкви Санто-Стефано-аль-Монте-Челио;
20. Винченцо Макулани, O.P., кардинал-священник с титулом церкви Сан-Клементе;
21. Гаспаро Маттеи, кардинал-священник с титулярной церковью Сан-Панкрацио[3];
22. Карло Медичи, кардинал-протодьякон;
23. Вирджинио Орсини, рыцарь военного ордена Святого Иоанна Иерусалимского, кардинал-дьякон с титулярной диаконией Санта-Мария-ин-Козмедин; (не участвовал в Конклаве);
24. Джованни Баттиста Мария Паллотта, кардинал-священник с титулярной церковью Сан-Сильвестро-ин-Капите ;
25. Джамбаттиста Памфили, префект Священной Конгрегации Тридентского Собора, префект Священной Конгрегации церковного иммунитета (был избран папой римским и выбрал имя Иннокентий X);
26. Джованни Джакомо Панчироли, кардинал-священник;
27. Франческо Перетти ди Монтальто, кардинал-священник с титулом церкви Сан-Джироламо-дельи-Скьявони;
28. Франческо Анджело Рапаччоли, апостольский легат в Витербо;
29. Джулио Рома, кардинал-епископ Фраскати, епископ Тиволи;
30. Паоло Эмилио Рондинини, кардинал-дьякон с титулярной диаконией Санта-Мария-ин-Аквиро;
31. Чириако Роччи, кардинал-священник с титулом церкви Сан-Сальваторе-ин-Лауро;
32. Джулио Чезаре Саккетти, префект Верховного Трибунала Апостольской Сигнатуры Справедливости;
33. Бернардино Спада, префект Священной Конгрегации Индекса, префект Священной Конгрегации границ;
34. Марио Теодоли, кардинал-священник с титулярной церковью Сант-Алессио ;
35. Джанджакомо Теодоро Тривульцио, кардинал-дьякон с титулярной диаконией Сан-Чезарео-ин-Палатио;
36. Лельо Фальконьери, кардинал-священник с титулом церкви Санта-Мария-дель-Пополо;
37. Франческо Адриано Чева, кардинал-священник с титулом церкви Санта-Приска;
38. Пьердонато Чези младший, кардинал-священник с титулярной церковью Сан-Марчелло;
39. Франческо Ченнини де Саламандри, кардинал-епископ Сабины;
40. Ашиль д’Этамп де Валансе, кардинал-дьякон с титулярной диаконией Сант-Адриано-аль-Форо;
41. Ринальдо д’Эсте, кардинал-дьякон.

## Европа

### Итальянские государства
1. Джамбаттиста Альтьери, епископ Тоди;
2. Маркантонио Брагадин, епископ Виченцы;
3. Франческо Мария Бранкаччо, епископ Витербо и Тосканеллы;
4. Джироламо Вероспи, епископ Озимо;
5. Джулио Габриэлли старший, епископ Асколи-Пичено[3];
6. Стефано Дураццо, архиепископ Генуи;
7. Франческо Мария Макиавелли, епископ Феррары;
8. Чезаре Монти, архиепископ Милана;
9. Фаусто Поли, епископ-архиепископ Орвьето;
10. Карло Россетти, епископ Фаэнцы;
11. Джованни Доменико Спинола, епископ-архиепископ Мадзара-дель-Валло;
12. Чезаре Факкинетти, епископ Сенигаллии;
13. Асканио Филомарино, архиепископ Неаполя;
14. Маркантонио Франчотти, епископ Лукки.

### Франция
1. Джулио Мазарини, первый министр Франции (не участвовал в Конклаве);
2. Франсуа де Ларошфуко, бывший епископ Санлиса (не участвовал в Конклаве);
3. Альфонс-Луи дю Плесси де Ришельё, O.Carth., архиепископ Лиона.

### Священная Римская империя
1. Эрнст Адальберт фон Гаррах, архиепископ Праги.

### Испания
1. Гаспар де Борха-и-Веласко, кардинал-епископ Альбано и архиепископ Севильи;
2. Бальтасар Москосо-и-Сандоваль, епископ Хаэна (не участвовал в Конклаве);
3. Агостино Спинола, архиепископ Сантьяго-де-Компостелы (не участвовал в Конклаве).